# アドレ・スミス
アドレ・スミス（Adré Smith、1997年6月4日 - ）は、南アフリカ共和国出身のラグビーユニオン選手。

## 略歴
南アフリカ共和国の西ケープ州スウェレンダム生まれ。ホエル・ランドブースクール・オークデール（Hoër Landbouskool Oakdale）でラグビーを始める。
卒業後、ブルー・ブルズに入団。XVチームに所属した。
2020年、グリクアズに移籍し、スーパーラグビー・アンロックドに出場。
2021年5月、ストーマーズに移籍。ユナイテッド・ラグビー・チャンピオンシップ、ヨーロピアンラグビーチャンピオンズカップなどに出場した。
2025年1月23日、ジャパンラグビーリーグワンのトヨタヴェルブリッツへの入団を発表した。同年2月1日に行われたJAPAN RUGBY LEAGUE ONE第6節交流戦横浜イーグルス戦にて途中出場でリーグワン公式戦初出場を果たした。
2025年5月、トヨタヴェルブリッツを退団した。